# Kata Tjuta

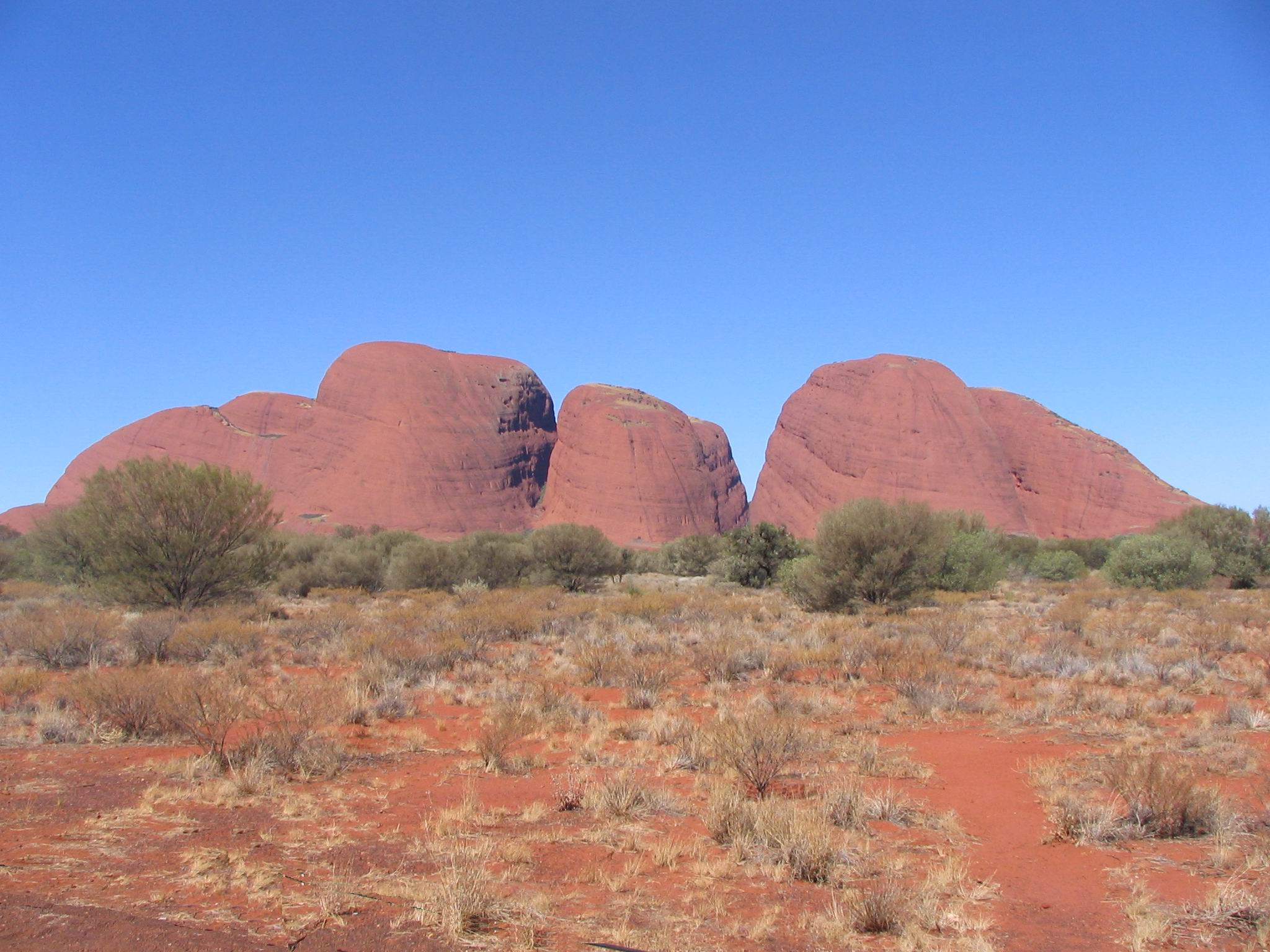
Kata Tjuta.

Kata Tjuṯa, även känt som The Olgas, är en grupp av stora kupolformade klippformationer i södra Northern Territory, Australien. Klipporna ligger 365 kilometer sydväst om Alice Springs och 25 kilometer väst om Uluru. Området ingår i Uluru-Kata Tjuta nationalpark.
Den högsta klippformationen, Mount Olga, är 1 066 meter över havet eller cirka 546 meter över den omgivande platån.
Den här artikeln är helt eller delvis baserad på material från engelskspråkiga Wikipedia, tidigare version.